# Жутска Аба
43° 49′ 50″ N 15° 22′ 01″ E / 43.83056° С; 15.36694° И
Жутска Аба је ненасељено острвце у хрватском дијелу Јадранског мора. Налази се у Корнатском архипелагу, око 0,4 km од јужног дијела острва Жут. Дио је Националног парка Корнати. Њена површина износи 0,239 km², док дужина обалске линије износи 2,03 km. Највиши врх је висок 77 m. Грађена је од кречњака и доломита кредне старости. Административно припада општини Муртер-Корнати у Шибенско-книнској жупанији.